# Тунгирски хребет
Тунгѝрският хребет (на руски: Тунгирский хребет) е планински хребет в Източното Забайкалие, част от планинската земя Ольокмински Становик, в източната част на Забайкалски край на Русия. Простира се на протежение от 180 km от югозапад на североизток, между горното течение на река Ольокма (десен приток на Лена) на северозапад и десният ѝ приток Тунгир на североизток и югоизток. На югозапад се свързва с Муройския хребет. Максимална височина връх Гуран 1807 m (54°16′02″ с. ш. 119°10′35″ и. д. / 54.267222° с. ш. 119.176389° и. д.), разположен в югозападната му част. Изграден е основно от метаморфни скали пронизани от интрузивни гранити. От него водят началото си река Тунгир и всичките нейни леви притоци – Ганага, Столбовая, Чугана, Даваган, Салкичанак, Студеная, Корсуга и др., а по северозападните му склонове се стичат реки десни притоци на Ольокма – Конгнорин, Мажилту, Бармакит и др. По склоновете му до височина 1200 – 1300 m растат лиственични гори, а нагоре следват поясите на кедровия клек и планинската тундра.